# Bernardo (football, 1965)
Pour les articles homonymes, voir Bernardo.
Bernardo Fernandes da Silva est un footballeur international brésilien né le 20 avril 1965 à São Paulo.
Il est le père de Bernardo, qui est également footballeur.

## Biographie

### En club
Bernardo joue au Brésil, en Allemagne, au Mexique, et au Japon.
Il joue 14 matchs en Copa Libertadores et une rencontre en Coupe de l'UEFA. Il est quart de finaliste de la Copa Libertadores en 1996 avec les Corinthians.

### En équipe nationale
Il reçoit cinq sélections en équipe du Brésil lors de l'année 1989.

## Palmarès
- Champion du Brésil en 1986 et 1991 avec le São Paulo FC